# Krigeage disjonctif
 (décembre 2023).
Si vous disposez d'ouvrages ou d'articles de référence ou si vous connaissez des sites web de qualité traitant du thème abordé ici, merci de compléter l'article en donnant les références utiles à sa vérifiabilité et en les liant à la section « Notes et références ».
Le krigeage disjonctif est une méthode géostatistique utilisant un krigeage pour estimer la transformée non linéaire d'une valeur ponctuelle. Il s'oppose en cela d'un côté au krigeage linéaire et d'un autre à l'espérance conditionnelle.

## Notations utilisées
- x la variable d'espace ;
- z la variable régionalisée étudiée ;
- Z la fonction aléatoire associée à z ;
- K, m sa covariance et son espérance ;
- n le nombre de points de mesure ;
- x0 le point d'estimation ;
- xi, i = 1…n les points de mesure ;
- * l'opérateur d'estimation par krigeage ; ainsi Z* est l'estimateur de krigeage de Z ;
- Z*0 la valeur estimée en x0 par le krigeage considéré ;
- Zi, i = 1…n les données, connues aux points de mesure xi ;
- λi le poids affecté par le krigeage à la valeur en xi ;
- h une fonction de Z à estimer ;
- 1 la fonction indicatrice ;
- zc une valeur seuil ;
- fi, i = 1… les fonctions de base dans le cas du krigeage disjonctif.

## Principe
On cherche une estimation ponctuelle d'une fonction h(Z0). Appliquer h à la valeur krigée Z0 peut ne pas être pertinent si h n'est pas linéaire, par exemple pour le risque 1(Z0 ≥ zc) de dépassement d'un seuil zc ou pour l'étude de distributions avec un petit nombre de très fortes valeurs. On posera le modèle d'estimation sous la forme :
{\displaystyle h\left(Z\left(x\right)\right)^{*}=\sum _{i}f_{i}\left(Z\left(x_{i}\right)\right)}